# 菜月アイル
菜月 アイル（なづき アイル、1991年6月27日 - ）は、日本の地下アイドル。身長162cm。神奈川県出身。「ONE to ONE Agency」所属（2015年8月19日-）。ロックバンド「Doggy’s Camp」のメンバー。

## 来歴
以前は「ポセイドンエンタテイメント」所属であった。
2010年4月、女性アイドルグループ「DokiDoki☆ドリームキャンパス」初期メンバーとしてデビュー。
2012年6月、同グループを卒業。
2013年4月、「CANDY GO!GO!」に加入。ソロ活動も並行して行う。
2024年4月、同グループ解散に伴い卒業。
2024年7月、「Doggy’s Camp」を結成。同バンドには、CANDY GO!GO!で一緒だった磯野未来も所属している。

## 人物・エピソード
- プードルのナチ、チワワのチコを飼っている。
- 4兄妹の長女。
- 憧れの芸能人は黒木メイサとベッキー。影響を受けたアーティストはAAAで、宇野実彩子みたいな歌声、スレンダーボディーに憧れしかなかったと述べる[1]。

## 出演

### シングルCD
「DokiDoki☆ドリームキャンパス」のメンバーとして
1. キャラメル★ハート （2010年7月7日） - 高橋まどか、滝口成美、吉田ユウ、森谷まりんと共演
2. ぴんぽんダッシュ（2011年1月12日） - 高橋まどか、滝口成美、吉田ユウ、こはる、森谷まりん、仲里まゆ、夏音と共演
3. Jelly☆Beans (2011年8月23日)  - 高橋まどか、滝口成美、吉田ユウ、森谷まりん、夏音と共演

「DokiDoki☆ドリームキャンパス」スピンオフユニット「TOki☆Dokiとして」のメンバーとして
1. Shooting☆tar (2012年4月2日)  - 森谷まりん、末永みゆと共演

ソロ
1. Go my way  (2012年6月27日)

「CANDY GO!GO!」のメンバーとして
ソロ
1. B side U  (2015年1月5日)

「CRUSHER」：「CANDY GO!GO!」内派生ユニット。磯野未来とコンビ
1. スパイラルLINE（2015年10月12日）

### オムニバスアルバム
- アニメージュ32周年企画『アニメ☆ダンス BEST GIG』(FARM RECORDS、2010年5月26日) 
  - 止マレ! - アニメ「涼宮ハルヒの憂鬱」より

### DVD
- はじめまして♪菜月アイルです!（2012年2月4日、渋谷ミュージック）
- アイルのここまできた!! アイルのアイアイch（2012年5月19日、アテナ音楽出版）

### 舞台
- 踊るOH!遊戯（2013年7月11日-15日、横浜相鉄本多劇場）